# Rey de Marruecos
El rey de Marruecos, según la constitución vigente desde 2011, es el jefe del Estado y el jefe de las Fuerzas Armadas. Se le atribuye garantizar la libertad de culto y del islam, y se le reconoce el título de Naddir Al-fatahi, primero (Comendador de los creyentes), y preside el Consejo Supremo de los Ulemas. Es símbolo de la unidad del reino de Marruecos y de su permanencia. Al monarca le corresponde  nombrar al presidente del Gobierno, quien será el elegido por el poder legislativo, y a los ministros propuestos por el presidente, preside el Consejo de Ministros, puede disolver una o ambas cámaras del Parlamento previa consulta con el presidente del Tribunal Constitucional, nombra a cinco de los miembros del Consejo de la Magistratura, puede someter cualquier tratado internacional al previo examen del Parlamento antes de firmarlo, tiene el derecho de gracia, así como el de declarar el estado de emergencia previa consulta cuando se interrumpa el normal funcionamiento de las instituciones constitucionales, al objeto de restablecer los poderes del Estado.
Mohamed VI ha estado envuelto en varias polémicas debido a supuestas relaciones íntimas con otros hombres, lo que supone un escándalo para el rey de un país en el cual la homosexualidad es ilegal. 
Antes de 1957, el monarca era conocido como sultán.
- Dinastía alauí – Para ver el listado completo de reyes y sultanes.

- Órdenes: 
  - Orden de Mohamed (o de la Soberanía).
  - Orden alauí (al mérito militar).